# Franz J. Conraths

Franz J. Conraths

Franz Josef Conraths (* 25. Juli 1956 in Wevelinghoven) ist ein deutscher Tierarzt und außerplanmäßiger Professor an der Freien Universität (FU) Berlin. Von 1994 bis Mai 2022 war er Leiter des Instituts für Epidemiologie am Friedrich-Loeffler-Institut (FLI), Bundesforschungsinstitut für Tiergesundheit (vormals Bundesforschungsanstalt für Viruskrankheiten der Tiere). Von 2016 bis 2022 war er auch Vizepräsident des FLI.

## Leben
Franz J. Conraths wuchs in einer Tierarztfamilie mit zwei Geschwistern auf. Er studierte an der FU Berlin Tiermedizin und wurde 1986 mit „summa cum laude“ promoviert. Nach einer Tätigkeit in einer tierärztlichen Allgemeinpraxis und wissenschaftlicher Arbeit wurde Conraths 1988 Fachtierarzt für Mikrobiologie und 1995 Fachtierarzt für Parasitologie. Er absolvierte einen Forschungsaufenthalt am National Institute for Medical Research in Mill Hill, London, und wechselte danach an das Institut für Parasitologie an der Justus-Liebig-Universität Gießen. Dort arbeitete er molekularbiologisch über Fadenwürmer von Mensch und Tier und habilitierte sich 1996 für das Fachgebiet „Parasitologie und parasitäre Krankheiten“. 1999 erhielt er zusätzlich die Lehrbefugnis für die Fachgebiete Epidemiologie und Tierseuchen an der FU Berlin. Im Jahr 2012 verlieh ihm die FU Berlin die akademische Würde eines außerplanmäßigen Professors. Von 2014 bis 2022 lehrte Conraths auch an der Agrar- und Umweltfakultät der Universität Rostock. Von 2020 bis 2024 war er Mitherausgeber bzw. Herausgeber der Berliner und Münchener Tierärztlichen Wochenschrift.
Seit 1998 war Conraths Ständiger Vertreter des Präsidenten des FLI. Im Jahr 2016 wurde er zum Vizepräsidenten des FLI ernannt.

## Forschung
Franz J. Conraths forschte zunächst in den Bereichen Virologie und Parasitologie. Er begründete in Deutschland die Forschung zu dem Protozoon Neospora caninum als Aborterreger beim Rind. Später widmete er sich der Prävention und Bekämpfung von Tierseuchen (u. a. Afrikanische Schweinepest, Blauzungenkrankheit, aviäre Influenza) und Zoonosen (u. a. Echinokokkose, Q-Fieber, Rindertuberkulose, Tollwut, Toxoplasmose) Conraths war maßgeblich an der Einführung der Akkreditierung gemäß DIN/ISO 17025 für veterinärmedizinische Labore in Deutschland beteiligt. Im Jahr 2017 etablierte er die „Epi Days“ als praxisnahe Fortbildungsveranstaltung für Mitarbeitende aus den Veterinärbehörden des Bundes, der Länder und der Kommunen. Conraths gehört zu den Wegbereitern des One-Health-Ansatzes in Deutschland.

## Mitgliedschaften
- Deutsche Gesellschaft für Parasitologie
- Deutsche Veterinärmedizinische Gesellschaft
- Retired Diplomate, European Veterinary Parasitology College

Conraths ist Vorsitzender des Ausschusses für Tiergesundheit der Landestierärztekammer Mecklenburg-Vorpommern und Mitglied im Ausschuss für Tierseuchenrecht der Bundestierärztekammer.

## Gesellschaftspolitisches Engagement
- Engagement für Geflüchtete, Opfer von Krieg und Gewalt sowie Kindersoldaten bei pax christi[11] und amnesty international; Engagement gegen das „Bombodrom“ in der Kyritz-Ruppiner Heide in der Bürgerinitiative FREIeHEIDe
- Vorsitzender des Fördervereins Lokale Agenda 21 Kyritz e. V.; Bürgerinitiative für den Erhalt von Regionalbahnlinien[12]; Mit-Initiator einer Bürgersolaranlage der 1. Kyritzer Bürger-Solar GbR
- Stadtverordneter in der Hansestadt Kyritz (2003 – 2019), dort u. a. zweiter Stellvertretender Vorsitzender der Stadtverordnetenversammlung, Ausschuss- und Fraktionsvorsitzender (Bündnis 90/Die Grünen-FDP)[13]
- Kreistagsabgeordneter im Landkreis Ostprignitz-Ruppin (2014–2015), dort u. a. zweiter Stellvertretender Vorsitzender des Kreistages[14]
- Mitglied der Härtefallkommission des Landes Brandenburg (seit 2005)[15]
- Vorsitzender des Vereins Riemser Möwe e. V. (seit 2022)
- Ehrenamtlicher Patientenbegleiter an der Universitätsmedizin Greifswald (seit 2023)
- Ehrenamtlicher Mitarbeiter bei der Stephanus-Stiftung (seit 2023)
- Stellvertretender Vorsitzender des Aufsichtsrates von Tierärzte ohne Grenzen (seit 2024)